# Henrik Jansson
Henrik Jansson (ur. 18 marca 1972 w Åre) – szwedzki snowboardzista, mistrz świata.

## Kariera
W Pucharze Świata zadebiutował 18 stycznia 1996 roku w San Candido, gdzie zajął dziewiąte miejsce w halfpipe'ie. Tym samym już w swoim debiucie wywalczył pierwsze pucharowe punkty. Na podium zawodów pucharowych po raz pierwszy stanął dzień później w tej samej miejscowości, kończąc rywalizację w halfpipe’ie na trzeciej pozycji. W zawodach tych wyprzedzili go jedynie dwaj reprezentanci USA: Rob Kingwill i Ross Powers. W kolejnych startach jeszcze jeden raz stanął na podium zawodów PŚ: 5 marca 1999 roku w Kreischbergu był drugi w snowcrossie. Najlepsze wyniki osiągnął w sezonach sezonie 1998/1999, kiedy to zajął 18. miejsce w klasyfikacji generalnej, a w klasyfikacji snowcrossu był piąty.
Jego największym sukcesem jest złoty medal w snowcrossie wywalczony na mistrzostwach świata w Berchtesgaden w 1999 roku. Pokonał tam swego rodaka, Magnusa Sternera i Zeke'a Steggalla z Australii. Był też między innymi czwarty w halfpipe’ie podczas mistrzostw świata w Lienzu w 1996 roku, gdzie walkę o podium przegrał z Robem Kingwillem. Nie startował na igrzyskach olimpijskich.
W 2003 r. zakończył karierę.

## Osiągnięcia

### Mistrzostwa świata
| Miejsce | Dzień       | Rok  | Miejscowość          | Konkurencja    | Zwycięzca           |
| ------- | ----------- | ---- | -------------------- | -------------- | ------------------- |
| 4.      | 24 stycznia | 1996 | Lienz                | Halfpipe       | Ross Powers         |
| 49.     | 24 stycznia | 1997 | San Candido          | Halfpipe       | Fabien Rohrer       |
| 35.     | 26 stycznia | 1997 | San Candido          | Snowboardcross | Helmut Pramstaller  |
| 1.      | 17 stycznia | 1999 | Berchtesgaden        | Snowboardcross | -                   |
| 50.     | 28 stycznia | 2001 | Madonna di Campiglio | Snowboardcross | Guillaume Nantermod |

### Puchar Świata

#### Miejsca w klasyfikacji generalnej
- sezon 1995/1996: -
- sezon 1996/1997: 22.
- sezon 1997/1998: 67.
- sezon 1998/1999: 18.
- sezon 1999/2000: 68.
- sezon 2000/2001: 78.
- sezon 2000/2002: -
- sezon 2000/2003: -

#### Miejsca na podium
1. San Candido – 19 stycznia 1996 (halfpipe) - 3. miejsce
2. Kreischberg – 5 marca 1999 (snowcross) - 2. miejsce